# NGC 740
NGC 740 ist eine Balken-Spiralgalaxie vom Hubble-Typ SBb im Sternbild Dreieck am Nordsternhimmel. Sie ist schätzungsweise 211 Millionen Lichtjahre von der Milchstraße entfernt und hat einen Durchmesser von etwa 85.000 Lichtjahren.

Im selben Himmelsareal befinden sich u. a. die Galaxien NGC 736, NGC 738, NGC 739, NGC 750.
Das Objekt wurde am 11. Oktober 1850 von Bindon Blood Stoney entdeckt, einem Assistenten von William Parsons.